# Len Wiseman
Len Wiseman (Fremont, 4 de março de 1973) é um diretor e produtor de cinema americano.
Iniciou sua carreira no departamento de arte de filmes como Stargate, Godzilla, Homens de Preto, e Independence Day.
Wiseman foi casado com a atriz Kate Beckinsale, a qual conheceu durante as filmagens do filme Underworld (Anjos da Noite). O casal se separou em 2015.

## Filmografia
- Underworld (2003)
- Underworld: Evolution (2006)
- Live Free or Die Hard (2007)
- Hawaii Five-0 (2010)
- Total Recall (2012)
- Sleepy Hollow (2013)
- Lucifer (2016)
- Watch Dogs (2019)